# Tirbiku
Tirbiku es un pueblo ubicado en el municipio de Kadrina, en el condado de Lääne-Viru, Estonia.

## Superficie
Posee una superficie de 15,04 kilómetros cuadrados.

## Demografía
Hasta 2021 la población era de 75 habitantes, con una densidad de población de 4,987 habitantes por kilómetro cuadrado.